# Archaeotinodes priscus
Archaeotinodes priscus is een fossiele soort schietmot uit de familie Ecnomidae.